# Doktorberg (Wilkau-Haßlau)

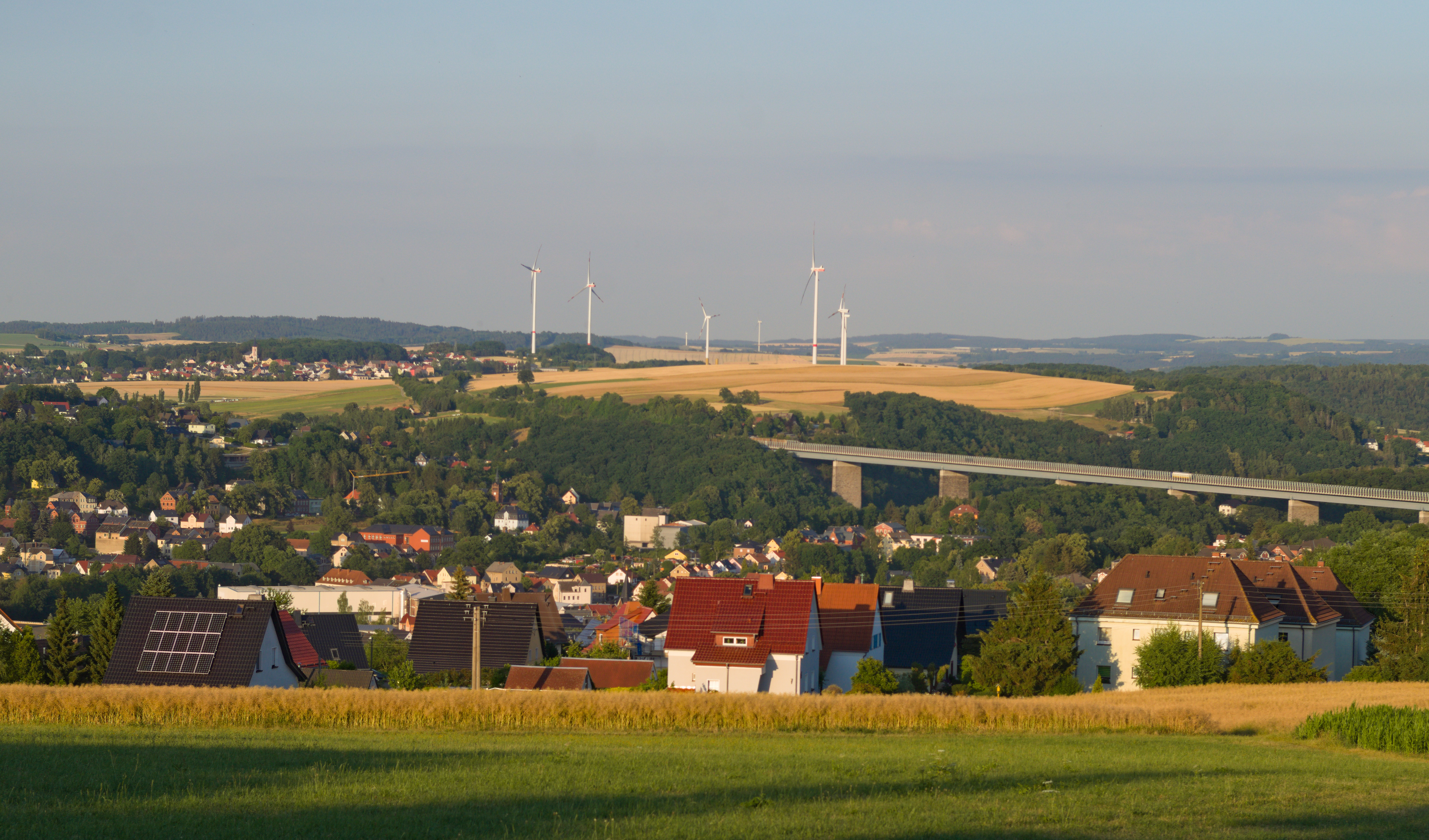
Blick vom oberen Ende des Hangs auf das Wohngebiet

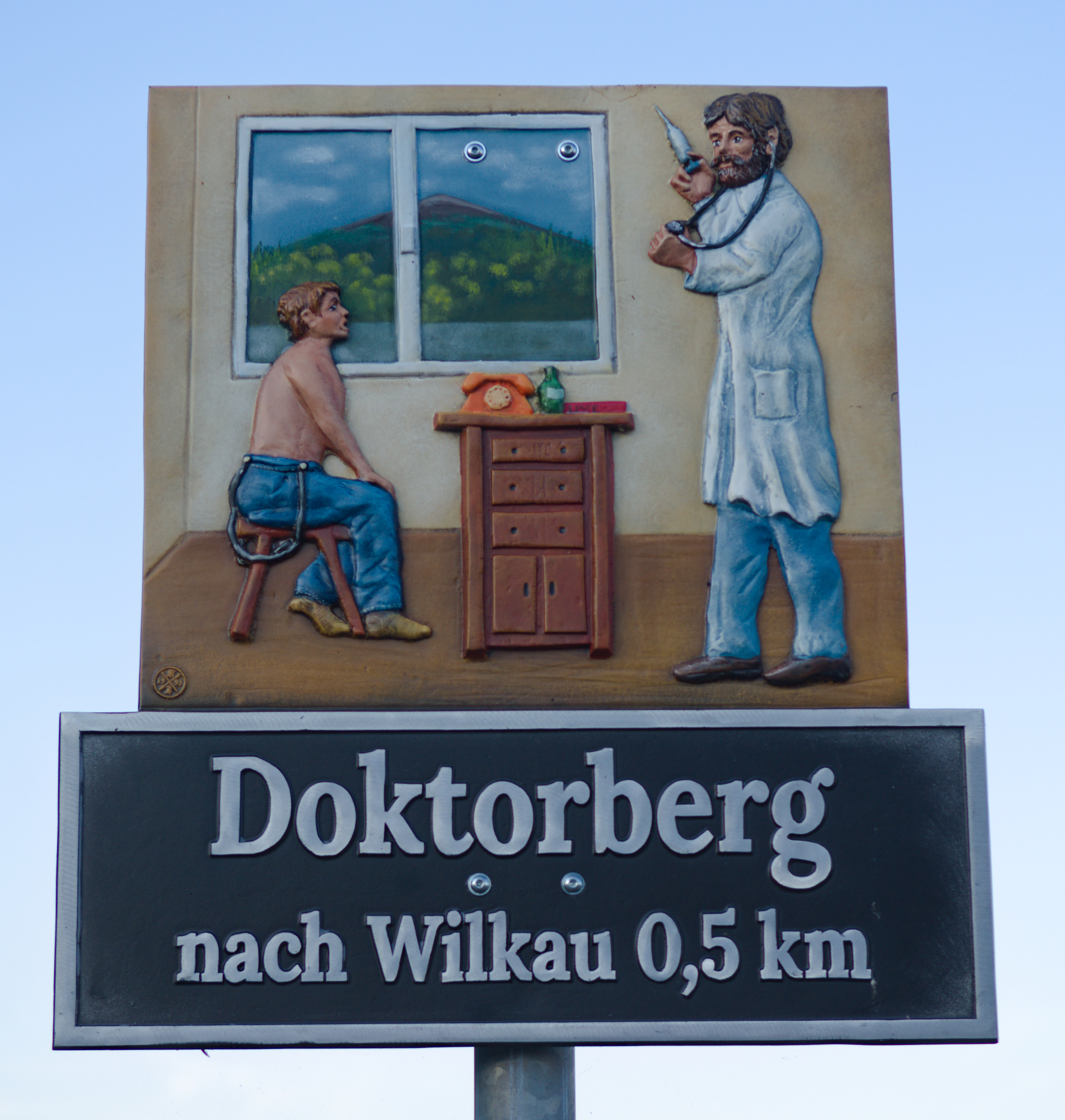
Hinweisschild

Der Doktorberg ist ein Wohngebiet der Stadt Wilkau-Haßlau im Landkreis Zwickau in Sachsen.

## Details
Der Doktorberg ist kein richtiger Berg, sondern lediglich ein Hang. Er wird ungefähr im Westen und Nordwesten von der Ortsgrenze zu Cainsdorf, im Südosten von der Cainsdorfer Straße und im Nordwesten von der Brauereistraße und der Culitzscher Straße begrenzt. Die Fläche hat eine maximale Ausdehnung von rund 600 Metern. Es dominieren Einfamilienhäuser; aber auch Mietshäuser sind vorhanden.

## Namensherkunft
Um 1890 arbeitete der Arzt Dr. med. Rückart in einer Praxis an der Teichstraße. Um den Doktor am Hang zu besuchen, mussten die Anwohner zu ihm hinaufsteigen. Es wird vermutet, dass daraus die Bezeichnung „Doktorberg“ entstand.